# Gmina Britt

Położenie Gminy Britt w hrabstwie Hancock

Gmina Britt (ang. Britt Township) – gmina w USA, w stanie Iowa, w hrabstwie Hancock. Według danych z 2000 roku gmina miała 2293 mieszkańców, a jej powierzchnia wynosi 91,79 km².